# Max Kegel
Max Kegel (* 1. Juni 1894; † 7. April 1983) war ein deutscher Segelflugpionier.

## Leben
Max Kegel wurde berühmt, als er beim 7. „Rhön-Wettbewerb“ der Segelflieger am 12. August 1926 aus Versehen in ein Gewitter geriet. Nach dem Start auf der Wasserkuppe gewann er (unfreiwillig) durch Aufwinde in der Wolke etwa 2.000 m an Höhe, so dass er bis Meiningen fliegen konnte. Die Flugstrecke betrug 55,2 km – das war Weltrekord. Er erhielt daraufhin den Spitznamen Gewittermaxe. Der Flug fand anlässlich des Rhönwettbewerbs statt. Da Kegel als letzter gestartet war, wollte er trotz der aufziehenden Gewitterfront noch nicht gleich landen. Als er ein starkes Aufwindfeld spürte, wollte er dieses für einen spontanen Streckenflug ausnützen. Dabei wurde er in die Gewitterwolke gezogen.
Kegels Flug erregte großes Aufsehen, blieb erstaunlicherweise aber ohne jede Auswirkung auf die Entwicklung des Segelflugs. Selbst als der Wendezeiger zur Verfügung stand, kam keiner der führenden Segelflugpiloten auf die Idee, den Hangflug aufzugeben und gezielt unter Wolken nach Aufwinden zu suchen. Erst zwei Jahre später, 1928, begann Robert Kronfeld, bewusst die Thermik als Aufwindquelle zu nutzen und sich damit vom Hangwind zu lösen.
Max Kegel war als Luftpolizist auf der Wasserkuppe zur Überwachung des Flugsports stationiert worden und hatte dort am Segelflug Gefallen gefunden. Diese Stelle als Luftpolizist hatte er erhalten, weil er ausgebildeter Motorflieger war. Und seiner Erfahrung als Motorflieger war es wohl – nebst viel Glück – zu verdanken, dass dieser Wolkenflug völlig ohne Blindfluginstrumente nicht in einer Katastrophe endete.

## Legende
Eine beliebte Legende erzählt, dass Kegel seinen legendären Flug durchführte, weil er trotz des schlechten Wetters seinen Vorgesetzten vorführen wollte, dass der Segelflug auch für die Polizei interessant sei. Diese Legende ist aber durch nichts belegt, bei seinem Flug handelte es sich um einen ganz normalen Flug beim alljährlichen Rhönwettbewerbs.